# Президентские выборы в Гане (1960)
Президентские выборы в Гане проходили 27 августа 1960 года. Первые выборы президента в Гане проводились одновременно с конституционным референдумом, который решал вопрос о введении президентской системы в стране. В случае одобрения создания президентской республики победитель выборов становился первым президентом Ганы.

## Кандидаты
На выборах баллотировалось два кандидата:
- Кваме Нкрума, премьер-министр, лидер Народной партии конвента и один из представителей «Большой шестёрки».
- Джозеф Данквой, лидер Объединённой партии, один из представителей «Большой шестёрки», ключевых фигур бывшего Объединённого конвента Золотого Берега.

## Результаты
| Кандидат                                                                              | Партия                           | Голосов   | %     |
| ------------------------------------------------------------------------------------- | -------------------------------- | --------- | ----- |
| Кваме Нкрума                                                                          | Народная партия конвента         | 1 016 076 | 89,07 |
| Джозеф Данквой                                                                        | Объединённая партия              | 124 623   | 10,93 |
| Всего                                                                                 | Всего                            | 1 140 699 | 100   |
| Проголосовавших избирателей/Явка                                                      | Проголосовавших избирателей/Явка | 2 098 651 |       |
| Источник: African Elections database Архивная копия от 30 мая 2012 на Wayback Machine |                                  |           |       |

## Последствия
После победы на выборах и одобрения новой Конституции в результате референдума Нкрума вступил 1 июля 1960 года в должность президента, сменив генерал-губернатора Уильяма Харе в качестве главы Ганы. Данквой был осуждён на следующий год и год содержался в тюрьме. После освобождения был избран президентом Адвокатской палаты Ганы. В 1964 году Данквой был вновь посажен в тюрьму, где скончался в 1965 году.
Через четыре года в результате нового конституционного референдума 1964 года Нкрума ещё более усилил свою власть, введя однопартийную систему.